# Museo delle tradizioni e arti contadine
Il Museo delle Tradizioni ed Arti Contadine (Mu.T.A.C.), è un museo situato a Picciano (PE) sulle Arti e tradizioni Contadine.

## Esposizione
Copre una superficie di 6.700 m² di cui circa 4.000 coperti e dispone di un auditorium multifunzionale di 1.000 m² per la realizzazione di mostre, eventi e spettacoli. Il museo è disposto su due livelli: la parte vecchia e quella nuova. La prima espone ambienti ricostruiti dedicati all'olio, al grano, alla filatura e tessitura, botteghe artigianali ed ambienti della vita di tutti giorni, mentre la seconda (917 m²), in costruzione, è destinata a contenere scenografie complementari all'area museale già esistente, un'area dedicata a una serie di carri ed una galleria fotografica.